# 初日の出暴走
初日の出暴走（はつひのでぼうそう）は、大晦日から元日にかけての時期に、日本国内の一部地域で行われる暴走行為である。

## 解説
当初は、関東周辺の暴走族が、富士五湖（もしくは富士急ハイランド、富士スピードウェイ） 周辺を目指し中央自動車道を暴走したのがきっかけ。警察もののテレビ特番 （いわゆる「警察24時」） で、交通機動隊・高速道路交通警察隊・自動車警ら隊・機動隊による取り締まり風景が取り上げられたことから全国的に広がった。いわゆる出っ歯スポイラーや竹槍マフラーなどの派手な改造（もちろん整備不良にあたるので違法改造）を施す車や中にはセダン型乗用車をオープンカーに改造する車両が出現することでも知られている。
1989年（平成元年）ごろから始まり、2000年（平成12年）ごろを境に数は少なくなっている。最も流行した1990年代には、大晦日の夕方から八王子本線料金所や談合坂サービスエリア（下り）は機動隊に固められた（談合坂は少数配置で、検問というよりはサービスエリアへの侵入阻止線である）。それでも料金所を突破する者があり、中央自動車道下り線はのろのろ走ったり、逆走したり、車線上に停車する暴走族車両のために渋滞に陥った。また、敵対するグループ同士の抗争による車両への放火や襲撃なども行われるほどであった。
1992年（平成4年）大晦日から1993年（平成5年）元日にかけた暴走では暴走車両1732台、補導者50人、没収車両30台となった。
1993年（平成5年）大晦日から1994年（平成6年）元日の暴走では中央自動車道では暴走車両約1300台が確認され、292台が検挙され、うち整備不良が68台、マフラー改造が171台、押収車両が20台であった。
1994年（平成6年）大晦日から1995年（平成7年）元日にかけた暴走では山梨県内だけでも959台の暴走車が確認されている（検挙数は241で、検挙内容は主に暴走族によく見られる整備不良）逮捕者は6人に及んだ。
1996年（平成8年）大晦日から1997年（平成9年）元日の暴走では75人が検挙され、新潟県の21歳一般男性が暴走族が破壊したガードレールに衝突し事故死、他に神奈川県の一般人夫婦を含む4人がガードレールによる事故で負傷した
1997年（平成9年）大晦日から1998年（平成10年）元日にかけた暴走では河口湖ICで29人検挙、八王子料金所では97人が検挙され内4人が逮捕された。
1998年（平成10年）大晦日から1999年（平成11年）元日の暴走では逮捕者3人、没収車両78台となった。
1999年（平成11年）大晦日から2000年（平成12年）元日にかけた暴走では逮捕者64人、没収車両134台となった。
本家とも言える、富士五湖周辺（富士山麓）を目指す初日の出暴走は、近年、八王子本線料金所・河口湖ICを中心に取り締まりが強化。一般道（国道20号）や東名高速道路を迂回してまで富士五湖を目指す者もいるが、2000年代からの暴走族の衰退や取締りの強化（検問突破を試みた暴走族により、取り押さえようとした警察官がはねられたり、警察の車止めなどが破壊される例も出たため、1990年代には特型警備車を派遣して斧でウインドウガラスを叩き割り違反者を整備不良や公務執行妨害などの現行犯逮捕したり、暴走車両のパーツを破壊するなどの取締りが頻繁に行われていた）により分散化が著しく、かつてのような勢いは少なくなった。富士五湖周辺に明確なゴール地点はない。また、ゴールではなくその行為じたいを目的にしている。ここ数年は取り締まりが厳しくなった富士五湖周辺に代わり、神奈川県横浜市の大黒パーキングエリアに集結するようになっていたが、ここも年末年始時は閉鎖されている。その他では湘南のR134江ノ島周辺や東名高速や中央道のPA.SAなどで年明け前に集まる事がある。
近年は携帯電話などで連絡を取り合い、警察の待機している道路ではなく3桁国道などの裏道を通ったり、検問が解除される1月2日や3日に暴走したり、大月JCT手前の中央分離帯を破壊してUターンしたり、バイクをトラックの荷台に積み、検問地域外のパーキングエリアにて降ろし検問をかいくぐる戦術も取られている。
なお、なぜ富士五湖が目標になるのかは不明だが、“ご来光”と関係しているのではないかとも考えられる。

## 各警察の対応

### 山梨県警
初日の出暴走の場合、一番対応を求められるのは山梨県警で、一般道や高速と山梨各地の道路での警備を行っている。検問の場合、静岡との県境など県外の暴走族への対応も求められる。1992年（平成4年）大晦日から1993年（平成5年）元日の警備では警察官502名、パトカー110台、検問は11箇所に及んだ。1993年（平成5年）大晦日から1994年（平成6年）元日の暴走では400人以上の警察官を動員した。1994年（平成6年）大晦日から1995年（平成7年）元日の暴走では460人の警察官を動員した。1996年（平成8年）大晦日から1997年（平成9年）元日の暴走では500人の警察官を動員した。

### 警視庁（東京）
警視庁は東京が山梨と隣県なのと中央道などの主要道路が多いことから、警視庁は八王子料金所を中心に取締りを行っていた。警視庁の場合は1994年（平成6年）大晦日以前は一般ドライバーへの配慮から検問は八王子料金所で80名規模で、検問も手薄で暴走バイクは一般車両に紛れての突破も容易であった。
1994年（平成6年）大晦日から1995年（平成7年）元日の警備では940名（主要警備の八王子料金所では300名）が動員された。
1999年（平成11年）年末から2000年（平成12年）元日には検問方法を大幅に変更し、12月30日から検問を実施し、検問は従来の八王子料金所の前（東京方面にある）にある三鷹料金所・深大寺バス停にも検問を実行した他、高速道路上で検挙する光景も見られた

### 神奈川県警
1993年（平成5年）大晦日から1994年（平成6年）元日の暴走で八王子料金所を暴走族が集団で強行突破する時間帯（警視庁の検問開始前）である大晦日午後8時ごろに神奈川県内の東名高速道路上で暴走族を神奈川県警のパトカーが追跡している

### 広島県警
1997年（平成9年）大晦日から1998年（平成10年）元日にかけて広島県内の暴走族は山口方面に向けて暴走したため、山口県との県境で検問を実行していた。